# Napoli
 For alternative betydninger, se Napoli (flertydig). (Se også artikler, som begynder med Napoli)
Napoli er den største by i Syditalien og hovedstad i regionen Campania. Byen har 913.462(2023) indbyggere. I nærheden ligger vulkanen Vesuv.
Byen blev oprindelig grundlagt som en græsk koloni, først under navnet Parthenope, men senere blev den kaldt Neapolis, der betyder "ny by" på græsk. I mange år var Napoli hovedstad i et selvstændigt kongerige indtil Italiens samling, den såkaldte Risorgimento, i 1800-tallet.
I Napoli finder man Teatro San Carlo, det ældste operahus i verden, som fremdeles er i drift. Det blev åbnet 4. november 1737.
Tidligere hed byen Neapel på dansk – det opfattedes således som meget autentisk, da Bournonville i midten af 1800-tallet kaldte sin ballet "Napoli" og fastholdt den korrekte stavemåde. Den gamle danske staveform Neapel kendes i dag næsten kun fra talemåden: "Se Neapel og dø!".
Traditionelt anses pizzaen for at stamme fra Napoli. Byens fodboldklub SSC Napoli er i Italiensk fodbolds bedste liga, med en fanatisk fanbase, og Diego Maradona har blandt andet spillet adskillige år i netop denne klub.
Napoli har en stor havn. Ud over fragttrafik er der færger til Sicilien (Palermo), Sardinien (Cagliari) og Tunesien (Tunis). Byens historiske centrum har siden 1995 været på UNESCOs lister over verdensarv.

## Geografi
Napoli ligger ved Middelhavet mellem to vulkanområder, Vesuv og Campi Flegrei, der regnes for nogle af verdens farligste vulkaner.

## Historie
Napoli blev sandsynligvis grundlagt af græske kolonister omkring 8. århundrede f.Kr. Den oprindelige koloni hed Parthenope, men efter en nygrundlæggelse blev den kaldt Neapolis, som betyder "Den nye by" på græsk. Selvom byen blev erobret af romerne i 300-tallet f.Kr., beholdt den længe sin græske kultur. Frem til Italiens samling var Napoli et selvstændigt kongedømme, Kongeriget Napoli, som omfattede det meste af det sydlige Italien. Fra 1735 indgik riget i en personalunion med Sicilien, og i 1816 blev de to områder officielt slået sammen i unionen Kongeriget Begge Sicilier. Under revolutionskrigene var Napoli kortvarigt i nogle måneder i 1799 hovedstad i Den Parthenopæiske Republik, der støttede de franske styrker, der førte krig på den italienske halvø. Med hjælp fra britiske styrker og de såkaldte sanfedister, en militær styrke af kongetro bønder, lykkedes det dog den fordrevne kong Ferdinand 4. at genvinde kontrollen med byen for en stund.

## Kultur
Napoli har længe været centrum for kunst og arkitektur, og byen er spækket med middelalderlige, barok- og renæssancekirker, slotte og paladser. I 1700-tallet oplevede Napoli en periode med nyklassicisme, efter opdagelsen af de forbløffende intakte romerske ruiner i Herculaneum og Pompeji. Det var byens guldalder. Før Italiens samling i 1861 var regionen den rigeste og mest industrialiserede af de italienske stater. Napoli var i 1700-tallet Europas tredjestørste by efter London og Paris, og uden tvivl den mest velstående.
Accademia di Belle Arti di Napoli blev grundlagt af Karl 3. af Bourbon i 1752 som Real Accademia di Disegno (dansk: Kongeligt Akademi for Design), og det var centrum for den kunstneriske skole kaldet Posillipo i 1800-tallet. Kunstnere som Domenico Morelli, Giacomo Di Chirico, Francesco Saverio Altamura og Gioacchino Toma arbejdede i Napoli i denne periode, og mange af deres værker er i dag udstillet i akademiets samling. Det moderne akademi tilbyder kurser i malerkunst, interiørdesign, billedhugger, design, restaurering og byplanlægning. Napoli er også kendt for dets teatre, der er blandt de ældste i Europa. Operahuset Teatro di San Carlo kan dateres tilbage til 1700-tallet.
Napoli har også en kunstnerisk tradition med Capodimonteporcelæn. I 1743 grundlagde Karl af Bourbon den Kongelige Fabrik Capodimonte, og mange af fabrikkens kunstværker er i dag udstillet på Museet i Capodimonte. Adskillige af Napolis porcelænsfabrikker fra midten af 1800-tallet er fortsat aktive. Napolitansk skrædderi er berømt for sin komfort og lethed. Den blev til i et forsøg på at løsne op i stivheden, i det traditionelle engelske skrædderi, som ikke var egnet til livsstilen i Napoli.

### Køkken
Napoli er international kendt for byens køkken og vin; det trækker på kulinarisk indflydelse til adskillige kulturer, der har beboet byen igennem historien, inklusive Grækenland, Spanien og Frankrig. Det napolitanske køkken har udviklet sig som en særlig afart af det italienske køkken i 1700-tallet. Ingredienser er typisk rige på smag, men samtidig til at betale for den brede befolkning.
Napoli regnes som stedet, hvor pizzaen blev opfundet. Det startede som mad til de fattige, men under Ferdinand 4. blev retten også populær blandt overklassen. Pizza margherita skulle efter sigende være opkaldt efter dronning Margherita af Savoyen efter hendes besøg i byen. Oprindeligt blev de fremstillet i en brændefyret stenovn, og ingredienserne til napolitansk pizza har siden 2004 været strengt reguleret ved lov. De skal inkludere mel af typen "00" med tilføjelse af mel af typen "0", gær, naturligt mineralvand, skrællede tomater eller friske cherrytomater, mozzarellaost, havsalt og ekstra jomfru olivenolie.